# 維德諾日內
47°19′38″N 35°1′28″E / 47.32722°N 35.02444°E
維德諾日內（烏克蘭語：Відножине）是位於烏克蘭東南部的村莊，由扎波羅熱州瓦西里夫卡區的小比洛澤爾卡市鎮負責管轄。該村始建於1976年，面積26.6平方公里，海拔高度75米，2001年人口567，人口密度每平方公里21.4人。